# Isla Violín
Isla Violín är en ö i Costa Rica.   Den ligger i provinsen Puntarenas, i den södra delen av landet, 140 km söder om huvudstaden San José.